# Krija (ruchy)
Krija (dewanagari क्रिया, trl. kriyā, czyn, rytuał, działania) – ruchy mimowolne ciała fizycznego, często tylko kończyn, zjawisko o charakterze psychosomatycznym. Ruchy oczyszczające będące elementami procesu towarzyszącego przebudzeniu energii śakti (kundalini).
Ruchy te najczęściej stanowią implikację kontaktu adepta jogi z energią jego guru np. w trakcie darśanu. 
Są częstym zjawiskiem podczas udzielania śaktipatu (błogosławieństwa guru o charakterze inicjującym) w tradycji siddhajogi spopularyzowanej na Zachodzie przez  Swamiego Muktanandę.
W hinduizmie tradycyjnie interpretowane są jako objaw gwałtownego oczyszczania się ciał subtelnych  danej osoby.
Mogą przybierać formy praktycznie niezauważalne dla otoczenia, jak również stanów spazmatycznych i konwulsji.